# Зиро (город)

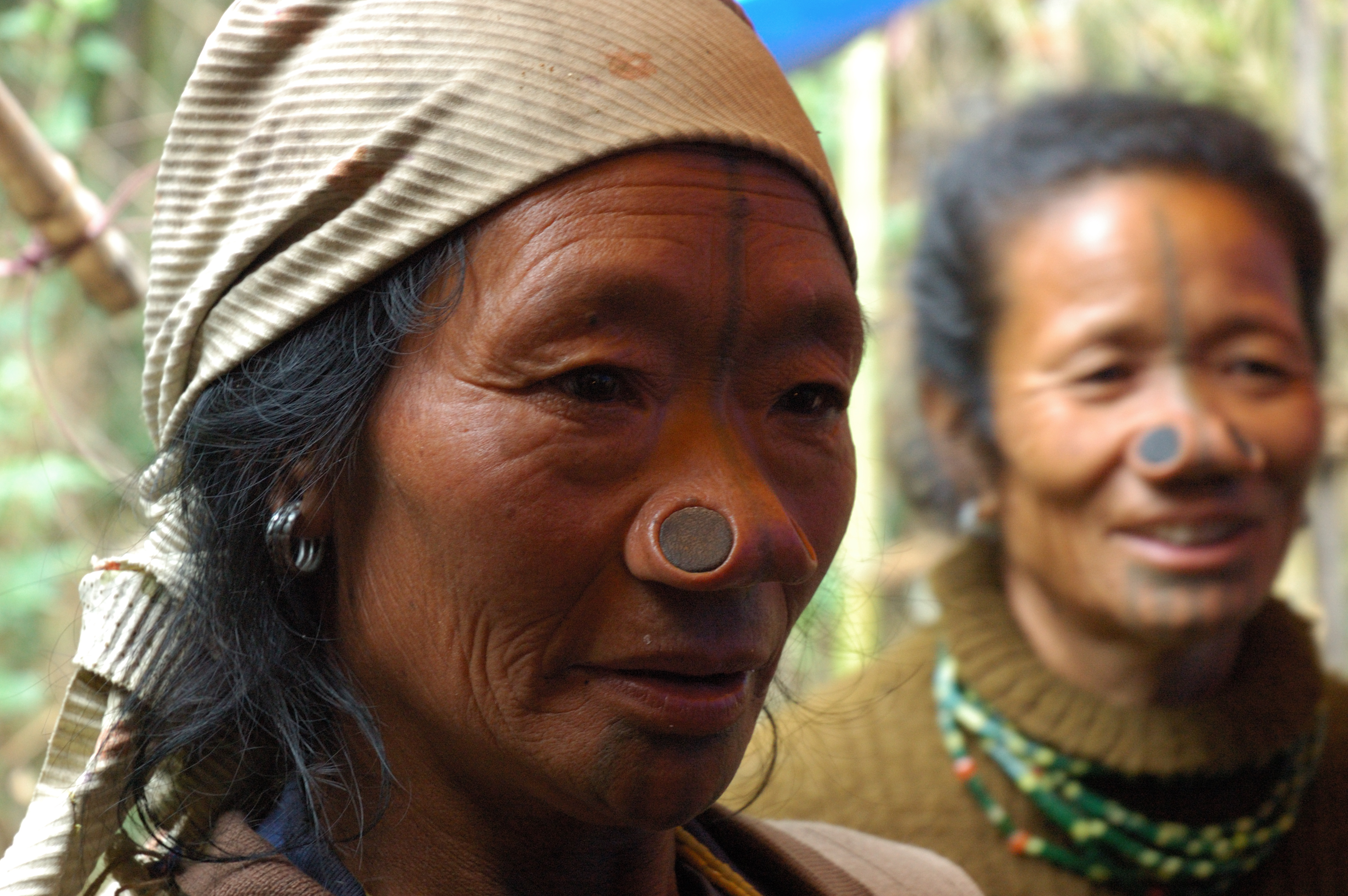
Женщины апатани в деревне Хиджа около Зиро.

Зиро (англ. Ziro) — город в Индии на западе центральной части индийского штата Аруначал-Прадеш. Административный центр округа Нижний Субансири.
Находится на небольшом среднегорном плато (Апатани плато). Окружено бамбуковыми и хвойными лесами. Основное население — народ апатани. Население занимается в основном сельским и лесным хозяйством.

## Климат
Выделяются 2 сезона: зима — сухо, холодно с ночными температурами ниже ноля и влажное жаркое лето

## Транспорт
Через Зиро проходит основная дорога Аруначала Итанагар-Алонг. до Итанагара 180 км, 8 часов на машине; до Дапориджо 160 км, 7 часов.
Междугороднее сообщение представлено джипами Тата (бездверный вариант), а также грузовиками.
Имеется аэропорт с вертолетной площадкой, рейсы в Итанагар, Алонг и Пасигхат.

## Образование
В городе есть Университет Технологий и Медицинских наук Индиры Ганди, а также Колледж искусств Сент-Кларет. 